# De La Rue
De La Rue plc je papírenská firma se sídlem v anglickém městě Basingstoke zaměřující se na tisk bankovek a jiný bezpečnostní tisk jako například poštovní známky, bankovní šeky apod.

## Historie

### 19. století
Firma byla založena Thomasem de la Rue v Londýně. V roce 1831 vyvinul ve své firmě novou typografickou metodu, pomocí které byly vytvořeny první moderní hrací karty. Za tento vynález byl oceněn králem Vilémem IV. U příležitosti korunovace královny Viktorie v roce 1838 nechal vytisknout speciální zlaté vydání novin The Sun. O šest let později, v roce 1846 vyvinul Thomasův syn Warren de la Rue stroj na skládání obálek, který dokázal za hodinu vytvořit až 2700 obálek. Tento stroj byl vystaven o pět let později na výstavě Great Exhibition of 1851, která se konala v Crystal Palace v Londýně a také na dalších výstavách v New Yorku a Paříži. V roce 1855 začala firma De La Rue tisknout poštovní známky. První kontrakty na poštovní známky pocházely z Indie, Mysu Dobré naděje, Mauriciu, Trinidadu, Západní Austrálie, Cejlonu, Svaté Heleny, Baham, Natalu a Svaté Lucie. V roce 1860 vytiskli první papírovou bankovku. Jednalo se o bankovky pro Mauricius v hodnotách 1 Libra, 5 Liber a 10 shillingů. V roce 1862 vytvořili poštovní známku pro Konfederované státy americké. Jednalo se o známku v hodnotě 5 centů, která na sobě měla otištěnou hlavu Jeffersona Davise. Do současnosti jde také o jedinou americkou známku, která byla vytištěna v zahraničí. V roce 1874 otevřela firma De La Rue novou továrnu v Londýně. O 7 let později, v roce 1881 zde bylo vyvinuto první praktické plnicí pero. V roce 1896 byla firma převedena na soukromou společnost.

### 20. století
V roce 1921 opustila rodina firmu a ta byla převedena na veřejně obchodovatelnou společnost. Na počátku první světové války, v roce 1914, byla společnost pověřena vydáním britskými bankovkami v hodnotách 1 Libra a 10 shillingů. Po 11 letech, v roce 1925, převzala tisk britských bankovek centrální banka Bank of England. Od roku 1930 do roku 1948 vydávala společnost De La Rue čínské bankovky. V roce 1939 dokonce nechala postavit v Šanghaji vlastní továrnu, kam byla produkce přesunuta. Během druhé světové války, byly v roce 1940 zničeny továrny v Londýně. Po druhé světové válce vyrobila De La Rue poválečné československé bankovky v hodnotách 5 a 10 Korun. Dne 27. března 1957 byla společnost uvedena na akciovou burzu London Stock Exchange. V roce 1957 byla společností De La Rue na trh uvedena první počítačka bankovek. V roce 1961 byla do De La Rue začleněna konkurenční firma Waterlow & Sons. V roce 1969 prodala společnost výrobu hracích karet Johnu Waddingtonovi. V roce 1990 firma oficiálně otevřela své sídlo ve městě Basingstoke a zároveň změnila své jméno z De La Rue Company plc na současné De La Rue plc. Během roku 1993 se společnost stala součástí konsorcia Camelot Group plc, které v roce 1994 získalo licenci k provozování britské národní loterie. V roce 1993 De La Rue získala výrobní skupinu Portals Group plc, která vyráběla bankovky pro Bank of England od roku 1724 a v roce 1997 firmy Harrison $ Sons a Philips Cartes et Systèmes. V témže roce byly uvedeny do oběhu bankovky vytištěné firmou De La Rue pro nově vzniklou Českou republiku v hodnotách 50, 100 a 500 Korun Jednalo se o bankovky v sériích A a Z a pro Slovensko v roce 1993 v hodnotách 100, 500 a 1000 Korun, v letech 1996–2001 v hodnotách 100 a 500 Korun, v roce 2002 v hodnotě 1000 Korun a v roce 2004 bankovku 100 Korun.

### 21. století
V roce 2003 podepsala společnost De La Rue sedmiletý kontrakt na tisk bankovek pro Bank of England, čímž převzala veškerou výrobu bankovek banky. V roce 2007 získala firma ocenění Queen's Award za inovaci v zabezpečení bankovek nazvanou StarChrome. O dva roky později, v roce 2009 získala společnost kontrakt na deset let na výrobu britských pasů a zároveň byla obnovena smlouva s Bank of England o výrobě bankovek. V roce 2010 prodala firma svůj podíl ve skupině Camelot. V roce 2012 vyrobila firma De La Rue svou první polymerovou bankovku. Jednalo se o bankovku pro Fidži v hodnotě 5 dolarů. Tato bankovka byla uvedena do oběhu v lednu 2013. V roce 2013 oslavila firma své výročí 200 let od založení. V témže roce záskala společnost další ocenění Queen's Award. Tentokrát za vyvinutí bezpečnostního průhledného okénka v bankovkách nazvaného Optiks.